# Eleição municipal de Araguari em 2016
A eleição municipal de Araguari em 2016 foi realizada para eleger um prefeito, um vice-prefeito e 17 vereadores no município de Araguari, no estado brasileiro de Minas Gerais. Foram eleitos) e  para os cargos de prefeito(a) e vice-prefeito(a), respectivamente. Seguindo a Constituição, os candidatos são eleitos para um mandato de quatro anos a se iniciar em 1º de janeiro de 2017. A decisão para os cargos da administração municipal, segundo o Tribunal Superior Eleitoral, contou com 87 433 eleitores aptos e 16 247 abstenções, de forma que 18.58% do eleitorado não compareceu às urnas naquele turno.

## Antecedentes
Nas eleições municipais de 2012 para prefeito na cidade de Araguari, o vencedor atual Marcos Coelho de Carvalho, foi derrotado pelo candidato Raul Belém do PP, que se saiu vitorioso com 50,12% dos votos válidos. Marcos tem um histórico político de dois mandatos consecutivos como vereador, 1983 e 1991.

## Campanha
Em sua campanha política, Coelho de Carvalho prometeu modernizar a máquina administrativa a fim de proporcionar um rápido atendimento ao público, racionalizar as informações tornando-as eficientes, desenvolver atividades para melhorar a prestação de serviços públicos e acompanhar a gestão da direção superior e assessores diretos do Gabinete do Prefeito.
O candidato Marcão, também reforçou pontos como a melhoria de saúde, a geração de empregos e a questão da segurança pública em entrevista ao Minas Agora.

## Resultados

### Eleição municipal de Araguari em 2016 para Prefeito
A eleição para prefeito contou com 5 candidatos em 2016: Wesley Roel Dutra do Partido dos Trabalhadores, Raul José de Belem do Progressistas, Marcos Coelho de Carvalho do Movimento Democrático Brasileiro (1980), Nilton Eduardo Castilho Costa e Silva do Partido Democrático Trabalhista, Sergio Aparecido Cruz Carvalho do Partido Socialismo e Liberdade que obtiveram, respectivamente, 1 102, 28 527, 30 442, 4 348, 449 votos. O Tribunal Superior Eleitoral também contabilizou 18.58% de abstenções nesse turno.
| Candidato(a)                                | Vice                          | Coligação                                       | Votos recebidos | Percentual |
| ------------------------------------------- | ----------------------------- | ----------------------------------------------- | --------------- | ---------- |
| Marcos Coelho de Carvalho (MDB)             | Clayton Fernandes             | Unidos pelo Bem de Araguari                     | 30442           | 46.93%     |
| Raul José de Belem (PP)                     | Marcos Antônio Alvim          | Juntos Por Araguari                             | 28527           | 43.98%     |
| Nilton Eduardo Castilho Costa e Silva (PDT) | Cristiano Gimenes de Carvalho | Partido Democrático Trabalhista (sem coligação) | 4348            | 6.7%       |
| Wesley Roel Dutra (PT)                      | Divina Eterna Cardoso         | Frente Popular de Araguari                      | 1102            | 1.7%       |
| Sergio Aparecido Cruz Carvalho (PSOL)       | Valdecy Pereira da Silva      | Partido Socialismo e Liberdade (sem coligação)  | 449             | 0.69%      |

### Eleição municipal de Araguari em 2016 para Vereador
Na decisão para o cargo de vereador na eleição municipal de 2016, foram eleitos 17 vereadores com um total de 66 276 votos válidos. O Tribunal Superior Eleitoral contabilizou 1 870 votos em branco e 3 040 votos nulos. De um total de 87 433 eleitores aptos, 16 247 (18.58%) não compareceram às urnas .
| Nome                             | Partido político                                | Coligação                                                | Votos recebidos | Percentual |
| -------------------------------- | ----------------------------------------------- | -------------------------------------------------------- | --------------- | ---------- |
| Sebastiao Joaquim Vieira         | Partido Republicano Progressista (PRP)          | Por Araguari Sempre                                      | 2692            | 4.06%      |
| Giuliano Sousa Rodrigues         | Partido Trabalhista Cristão (PTC)               | Somos Mais Araguari                                      | 2222            | 3.35%      |
| Wanderlei Inacio                 | Partido Renovador Trabalhista Brasileiro (PRTB) | Partido Renovador Trabalhista Brasileiro (sem coligação) | 2067            | 3.12%      |
| Paulo Sergio Oliveira do Vale    | Partido Verde (PV)                              | Avante Araguari                                          | 1656            | 2.5%       |
| Warley Ferreira de Morais        | Partido da Mulher Brasileira (PMB)              | Pelo Lado do Bem                                         | 1544            | 2.33%      |
| Dhiosney de Andrade              | Partido Trabalhista Cristão (PTC)               | Somos Mais Araguari                                      | 1441            | 2.17%      |
| Wesley Marcos Lucas de Mendonça  | Partido Popular Socialista (PPS)                | Pelo Lado do Bem                                         | 1435            | 2.17%      |
| Claudio Coelho Pereira           | Solidariedade (SD)                              | Um Novo Tempo                                            | 1383            | 2.09%      |
| Ana Lucia Rodrigues Prado        | Partido Trabalhista Brasileiro (PTB)            | Avante Araguari                                          | 1375            | 2.07%      |
| Leonardo Rodrigues da Silva Neto | Partido Progressista (PP)                       | Somos Mais Araguari                                      | 1252            | 1.89%      |
| Jander Souza Patrocinio          | Partido Socialista Brasileiro (PSB)             | Um Novo Tempo                                            | 1180            | 1.78%      |
| Virginia Alcantara               | Partido Trabalhista Cristão (PTC)               | Somos Mais Araguari                                      | 1165            | 1.76%      |
| Levi de Almeida Siqueira         | Movimento Democrático Brasileiro (MDB)          | Pelo Lado do Bem                                         | 1115            | 1.68%      |
| Luiz Antonio de Oliveira         | Partido da Social Democracia Brasileira (PSDB)  | Por Araguari Sempre                                      | 1075            | 1.62%      |
| Lucio Flavio Rodrigues da Cunha  | Partido da Social Democracia Brasileira (PSDB)  | Por Araguari Sempre                                      | 940             | 1.42%      |
| Carlos Antônio de Brito Machado  | Partido Social Liberal (PSL)                    | Avante Araguari                                          | 895             | 1.35%      |
| Wellington Resende da Silva      | Partido da Mobilização Nacional (PMN)           | Renovação Total Para Mudar                               | 844             | 1.27%      |

## Análise
Marcos Coelho de Carvalho é um empresário que atua no setor primário da economia, como agricultor e pecuarista e nos setores de serviços e varejo. Após exercer dois mandatos consecutivos como vereador, foi eleito prefeito de Araguari com 41% dos votos e reeleito em 2016 com 46,93% de aprovação. O candidato do PMDB foi multado em 2019 em R$ 10 mil por falta de publicação dos relatórios de execução orçamentária. A prefeitura se manifestou sobre o assunto em entrevista ao G1 e informou que, juntamente com a procuradoria do Município, espera para que sejam dadas informações e respostas.